# Cobubatha signiferana
Cobubatha signiferana är en fjärilsart som beskrevs av Walker 1865. Cobubatha signiferana ingår i släktet Cobubatha och familjen nattflyn. Inga underarter finns listade i Catalogue of Life.